# About Time (album de Pennywise)
Pour les articles homonymes, voir About Time.
Albums de Pennywise
Unknown Road Full Circle
About Time est le quatrième album studio du groupe de skate punk californien Pennywise. Sorti en 1995 sur Epitaph, il est le dernier sur lequel joue Jason Thirsk, qui se suicidera l'année suivante.

## Composition du groupe
- Jim Lindberg : chant.
- Fletcher Dragge : guitare.
- Jason Thirsk : basse.
- Byron McMackin : batterie.

## Liste des chansons
1. Peaceful Day - 2:52
2. Waste of Time - 2:18
3. Perfect People - 3:04
4. Every Single Day - 2:39
5. Searchin' - 2:55
6. Not Far Away - 2:52
7. Freebase - 2:41
8. It's What You Do With It - 2:25
9. Try - 2:32
10. Same Old Story - 2:42
11. I Won't Have It - 2:30
12. Killin' Time - 2:37